# Петрацци, Астольфо
Астольфо Петрацци (итал. Astolfo Petrazzi; 1583, Сиена — 1665, Сиена) — итальянский живописец эпохи барокко сиенской школы.
Петрацци был учеником Франческо Ванни; работал преимущественно в своём родном городе Сиене, но также в Сполето и Риме. Сотрудничал с Вентурой Салимбени и Пьетро Сорри. Влияние позднего маньеризма Франческо Ванни и Вентуры Салимбени заметно в угловатых драпировках и быстром мерцании цвета таких ранних работ, как «Святой Франциск, получающий стигматы» (Сиена, палаццо Киджи-Сарачини). Произведения среднего и позднего периода, такие как «Мадонна с Младенцем» и «Святая Екатерина Сиенская» (Сиена, палаццо Киджи-Сарачини) свидетельствуют о его связи с искусством Алессандро Казолани и Винченцо Рустичи.
В 1620-х годах Петрацци отправился в Рим, где откликнулся на классические тенденции современной ему римской живописи. Это заметно в картинах, созданных им после возвращения в Сиену около 1624—1625 годов: например, «Последнее причастие святого Иеронима» (1631; Сиена, Сант-Агостино) — его первая задокументированная работа — и «Юный Иоанн Креститель, утешаемый ангелами» (1639; Сан-Джованнино-делла-Стаффа, Сиена), обе из которых свидетельствуют о влиянии Доменикино и Гвидо Рени.
Поздние произведения Петрацци отмечены заметной повторяемостью типов и композиций, а также постепенным снижением качества живописи. К работам 1640-х годов относится «Мученичество святого Варфоломея» (1644; приходская церковь Анкайано). Петрацци также писал натюрморты и бытовые сцены, а также руководил рисовальной школой в своём доме.

## Галерея

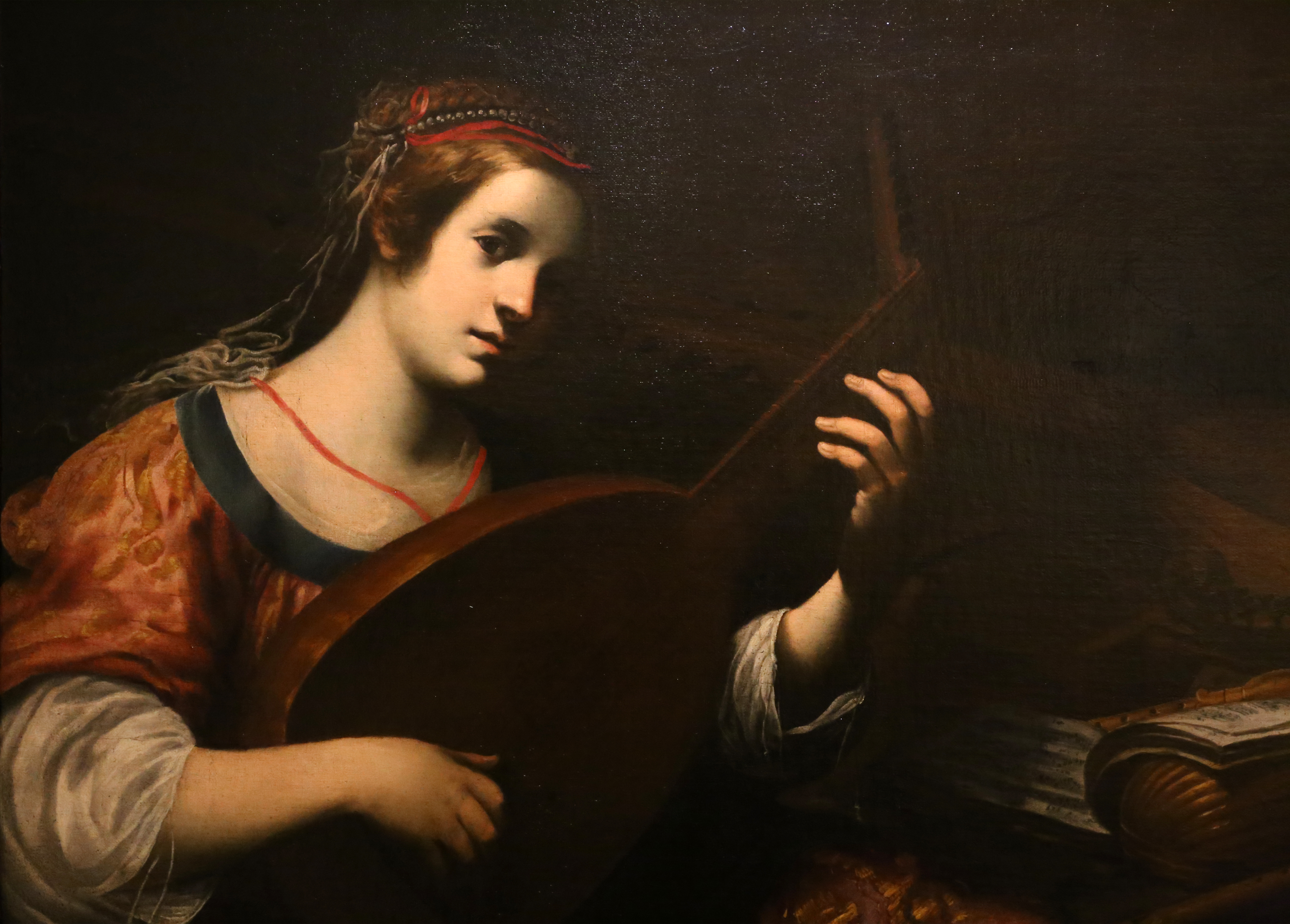
Лютнистка. Сиенская пинакотека
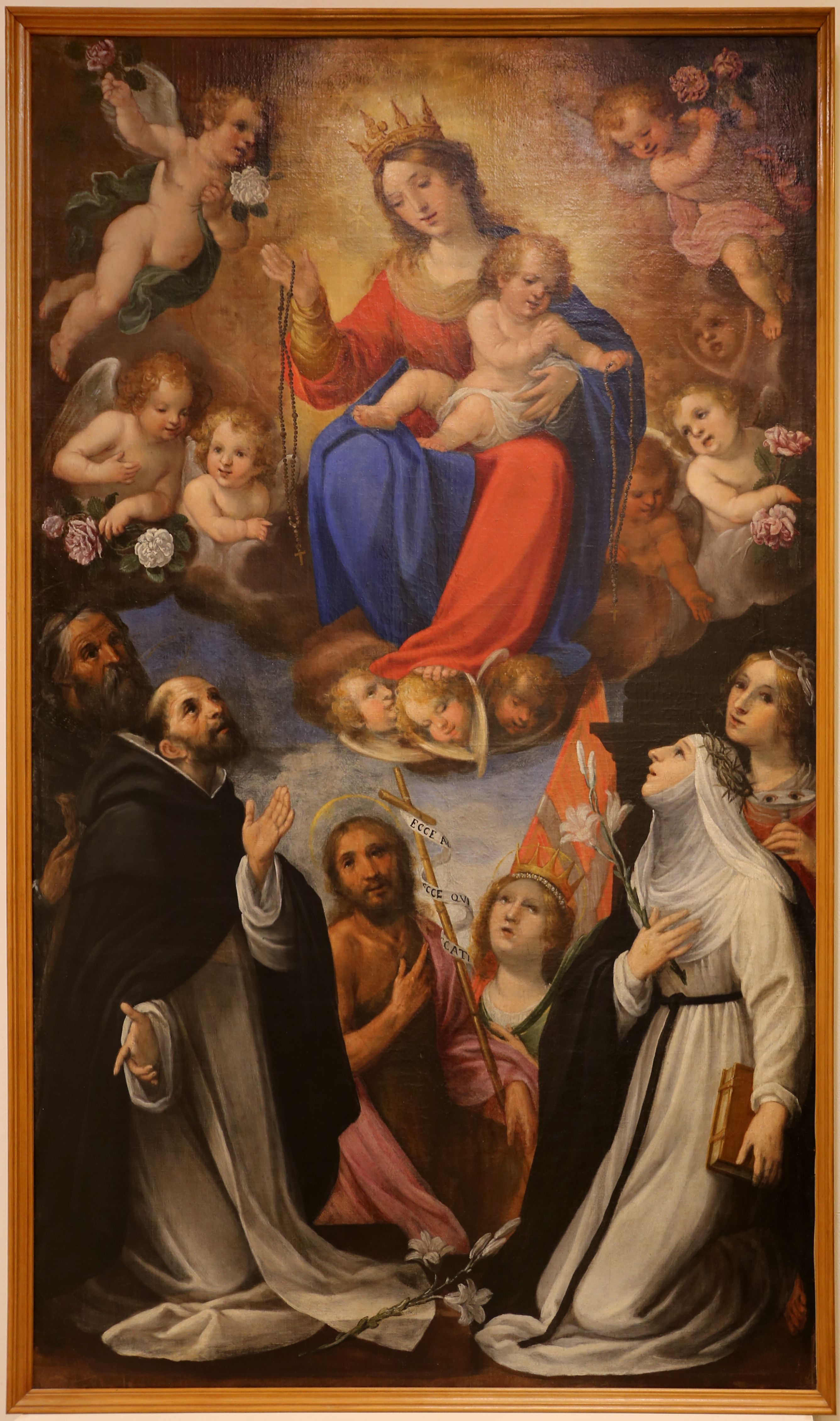
Мадонна Розария со святыми и блаженными. Сан-Лоренцо-ин-Серравалле, Буонконвенто
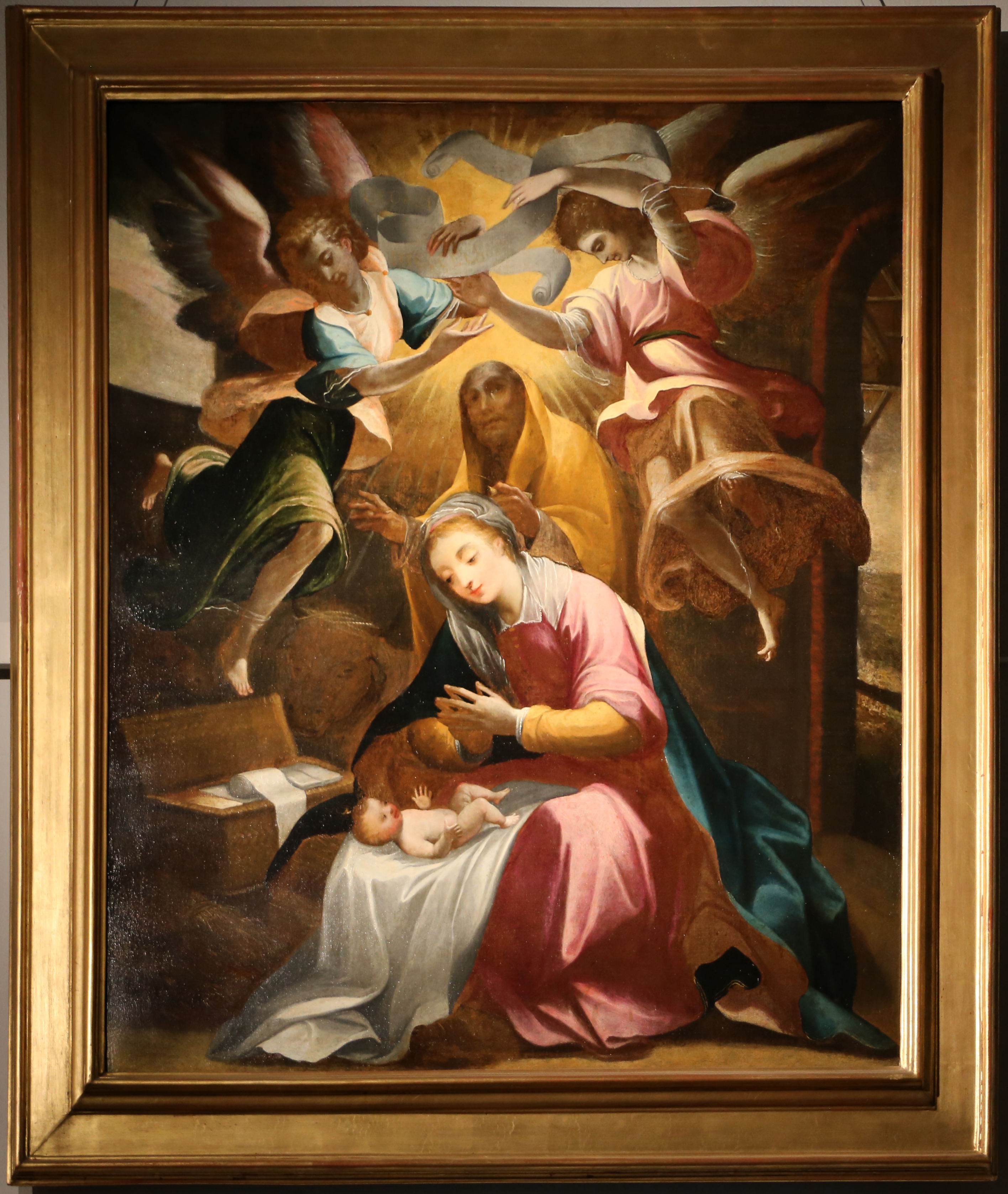
Рождество со славящими ангелами. Музей Феша, Аяччо, Корсика
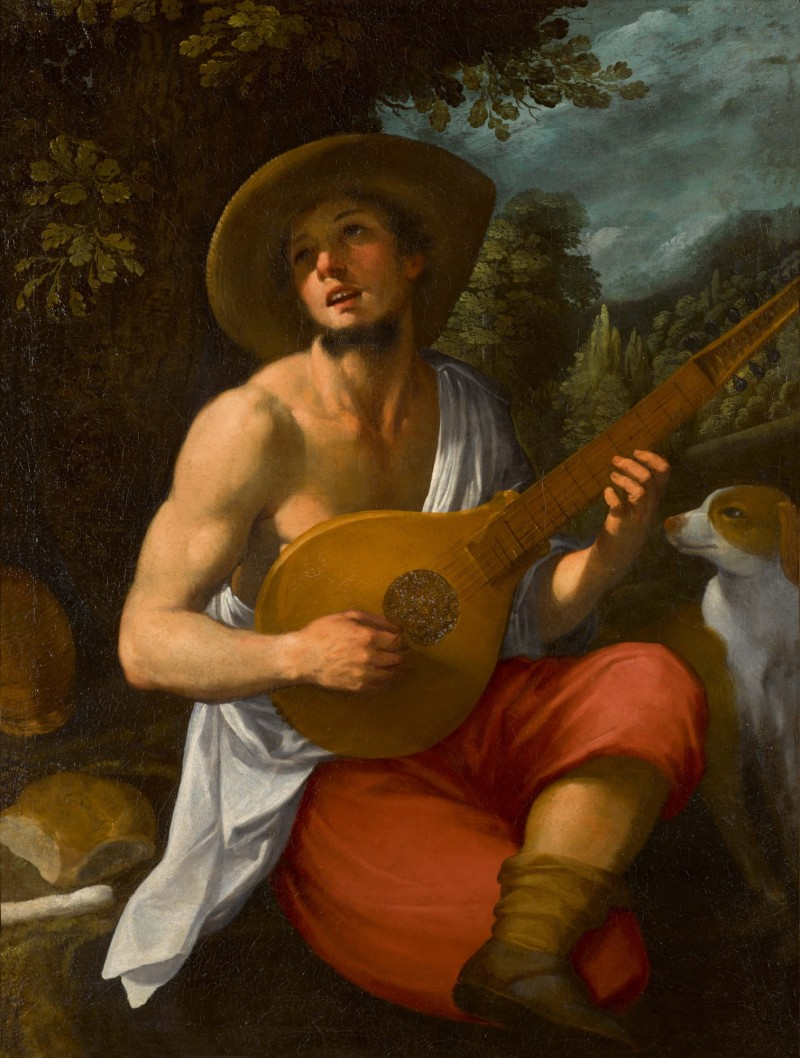
Пастух, играющий на цитре. Частное собрание
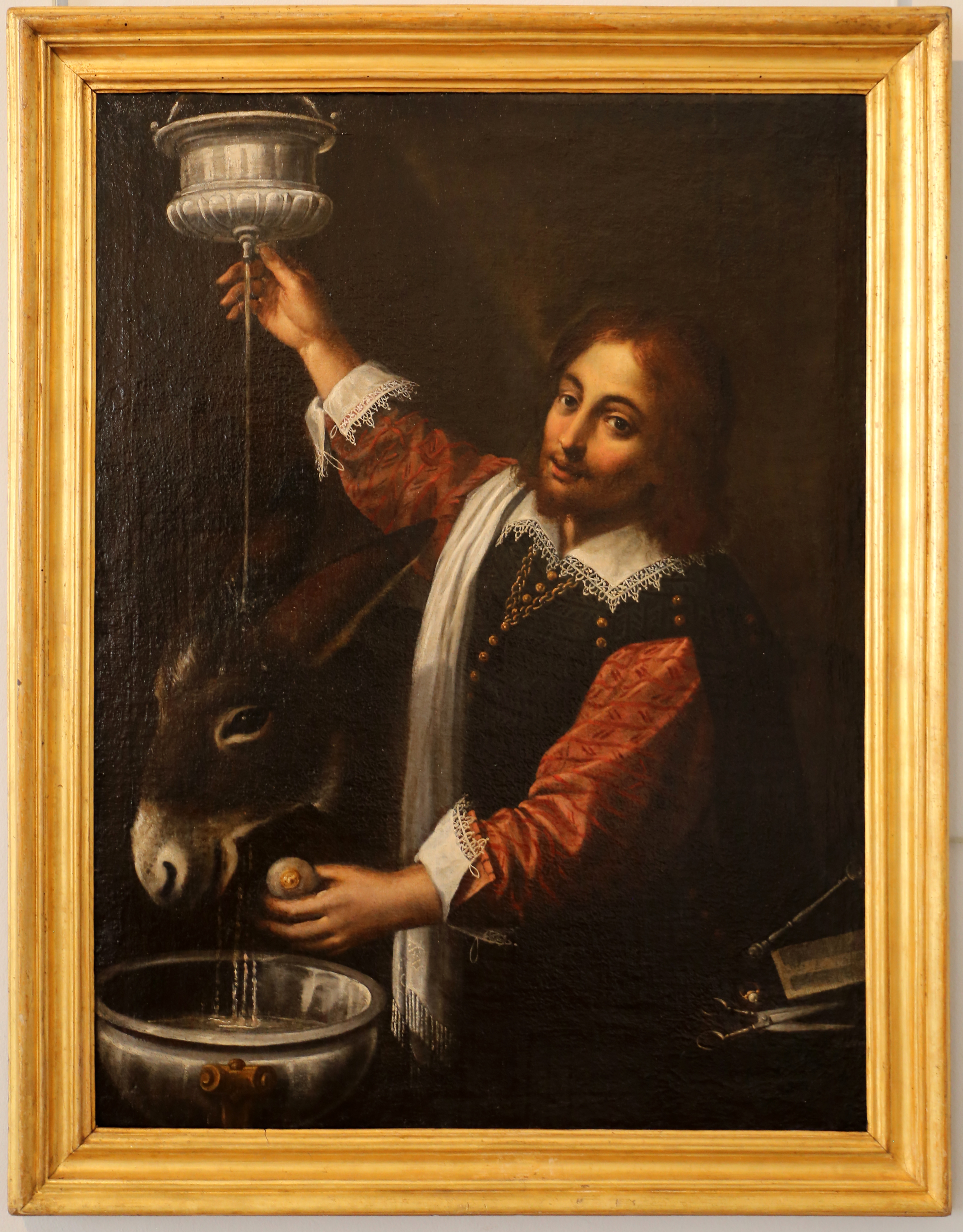
Юноша, моющий голову осла у фонтана. Музей Феша, Аяччо, Корсика
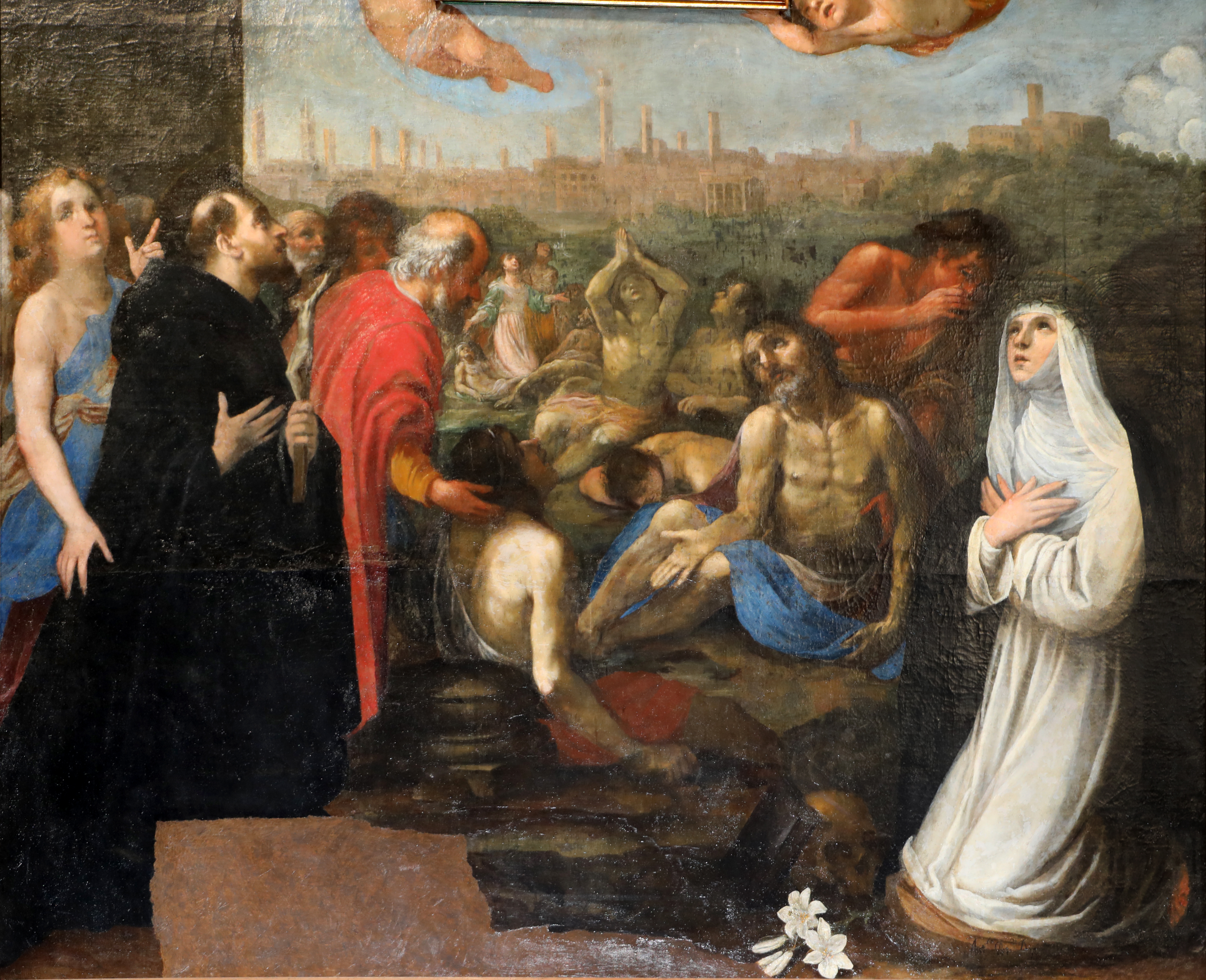
Сиена, охваченная чумой. Базилика Сан-Клементе-ин-Санта-Мария-деи-Серви, Сиена